# 吉奧夫·戴維斯
吉奧夫·戴維斯（Geoff Davis；1958年10月26日—），美國政治人物。戴維斯為美國陸軍退役上尉，在2005年至2012年期間擔任肯塔基州第4選舉區選出的美國眾議院議員，黨籍為共和黨。在2012年，他宣布不會尋求競選連任 。